# Welcome to O'Block
Welcome to O'Block es el álbum de estudio debut del rapero estadounidense King Von y el único que se lanzó durante su vida. Fue lanzado el 30 de octubre de 2020 a través de Only the Family y Empire Distribution . 
Welcome to O'Block se lanzó solo una semana antes de que King Von fuera asesinado a tiros el 6 de noviembre de 2020, después de la fiesta oficial de lanzamiento del álbum. El proyecto cuenta con la producción principal de Chopsquad DJ y otros productores, incluidos Hitmaka, Tay Keith y Wheezy ; y apariciones especiales de Polo G, Lil Durk, Dreezy, Moneybagg Yo, Fivio Foreign y Prince Dre. Welcome to O'Block fue apoyado por seis sencillos: "Why He Told", "All These Niggas", "How It Go", "I Am What I Am", "Gleesh Place" y "The Code". 
El álbum recibió excelentes críticas de los críticos musicales y fue un éxito comercial. Alcanzó el puesto número cinco en el Billboard 200 de EE. UU. El 20 de septiembre de 2021, el álbum obtuvo la certificación de oro. Von explicó la diferencia clave entre su mixtape Levon James, lanzado a principios de ese mismo año, y Welcome to O'Block : "Si estás haciendo algo y lo sigues haciendo, obtendrás mejores resultados. Todo mejor. Es el de verdad, he estado trabajando duro". Complex dijo que el álbum ve a Von "reflexionando con una claridad lírica aguda sobre su ascenso y cómo la fama recién descubierta podría afectar su propia vida y la vida de sus seres queridos", mientras que Revolt señaló sobre el álbum de perforación : "A menudo rapeando sobre Chicago y su respetado vecindario, este álbum ciertamente pinta la imagen vívida de sus letras cinematográficas mientras retrata sus cadencias sobresalientes a través de cada disco".
"O'Block" en el título del álbum es una referencia y otro nombre para diseñar el complejo Parkway Gardens en Chicago, del cual King Von era habitante.

## Lanzamiento y promoción
El lanzamiento del álbum culmina el final de un año prolífico para Bennett, quien afirma haber trabajado duro en su música y técnica, de hecho, el álbum llegó después de Levon James, su segundo mixtape lanzado anteriormente en marzo de 2020; también declaró que gracias a su trabajo de perseverancia puesto en el proyecto Welcome to O'Block habría superado a su anterior en términos de calidad. La prueba está en los números de sencillos que antes del lanzamiento mostraron un salto importante en comparación con el trabajo anterior, el sencillo de méritos " All These Niggas " adquirió, según lo declarado por el propio Bennett, más de 24 millones de visitas 2 meses después de su lanzamiento. En su entrevista para Uproxx afirmó que la música que hacía estaba dedicada a las personas que vivían en su barrio y que, como él, vivían una vida de penurias y peligros. También declaró que su rap narrativo proviene de su paso por la cárcel donde lee libros y novelas urbanas la mayor parte del tiempo; Todavía dijo que su pieza favorita de todo el álbum era " Demonio ". Tres días antes de la publicación del álbum, el 27 de octubre King Von apareció en un video para el canal de YouTube "CivilTV" llamado "Welcome to My Neighborhood: O Block", en el que Von habla de su vida en Parkway Garden, cuenta anécdotas sobre ella y sobre cómo se metió en el rap, incluso anticipando algunos detalles sobre el nuevo álbum. En el mismo video incluso entra en su antiguo barrio llamado "Killaward". Bienvenido a O'Block se lanzó el 30 de octubre de 2020.

## Singles
"Why He Told", el sencillo principal del álbum Cállate, se lanzó el 24 de julio de 2020, junto con un video musical. El video sigue con la letra, comienza con una oficial que activa una grabadora y rebobina las visiones culpables de un amigo de Von, que se revela como un informante, que imagina a Von persiguiéndolo y se despierta sudando frío por la culpa de haberlo hecho. dijo.
"All These Niggas", el segundo sencillo del álbum, presenta a Lil Durk y fue lanzado el 5 de agosto de 2020, con un video musical adjunto dirigido por JV Visuals 312. En la pista, los dos raperos ofrecen compases viciosos sobre la sombría realidad de las calles, con un gancho cantado por el mismo Bennett, en un instrumento de perforación de teclas de piano Eerie. El video muestra a King Von publicado en un Rolls Royce blanco y luciendo una enorme cadena de diamantes Only The Family mientras rapea sobre la vida en el barrio. Durk no aparece en el visual, debido a su estuche abierto no podían permanecer en el mismo lugar. Durk no apareció en el video.
"How It Go", el tercer sencillo del álbum producido por Chopsquad Dj, fue lanzado el 28 de agosto, Von declaró haber escrito la letra mientras estaba encerrado en la cárcel. En el video "How It Go", Von aborda las deficiencias del sistema de justicia al hablar sobre lo que sucede detrás de las puertas cerradas de un juicio penal. La primera mitad del video se enfoca en las negociaciones entre los fiscales y los defensores públicos que a menudo resultan en acuerdos de culpabilidad, y muestra a Bennett luchando por sobrevivir en prisión. La segunda mitad del video muestra a Bennett saliendo y luchando por sobrevivir, ahora fuera de la prisión, y con todas las puertas cerradas a la sociedad.
"I Am What I Am", el cuarto sencillo del álbum, fue lanzado el 9 de octubre de 2020. Cuenta con una aparición especial de Fivio Foreign sobre la producción de ChopsquadDJ. El video oficial está dirigido por Jerry Production, la imagen que lo acompaña muestra a Fivio con King Von en las trincheras de Chicago, mostrando dinero, látigos, joyas y más. La canción establece una conexión entre los mundos de perforación de Chicago y New York como nunca antes se había visto
"Gleesh Place", el quinto sencillo del disco con el que anticipó el mismo proyecto. Fue lanzado el 23 de octubre de 2020, con un video musical oficial lanzado el día antes de la fecha de lanzamiento de su álbum, el 29 de octubre, en el que Von rapea sobre la vida típica de las calles de Chicago con un ritmo de Wheezy Productions.
"The Code" fue lanzado el 30 de octubre de 2020, junto con el álbum y un video musical con la dirección de DrewFilmedIt. Presenta una aparición especial de Polo G. El video orientado a la ciencia ficción y el terror ve a Von y Polo usando un programa de computadora para atrapar a sus enemigos, a quienes pasan el resto del video torturando con la ayuda de una asistente. El ritmo es un loop de piano siniestro producido por JTK, Dj Ajo y Lc; mientras que el "Código" titular se refiere al código de las calles.

## Videos musicales
Más allá de los publicados como sencillos, se han lanzado cuatro videos pertenecientes a Welcome to O'Block, todos póstumos. El video de "Wayne's Story", que se publicó el 8 de diciembre de 2020, apenas un mes después de la muerte de Bennett.
El segundo video es "Armed & Dangerous", que estaba programado para ser lanzado el 6 de noviembre de 2020, bajo propio de Bennett, pero fue pospuesto, debido a su fallecimiento, a la fecha. del 11 de enero de 2021. El 21 de abril de 2021 se lanzó el video "Mine Too"; finalmente concluyendo con el último video de "Demon" el día de su  cumpleaños número 27, en el 9 de agosto de 2021.

## Recepción de la crítica
Welcome to O'Block recibió más que buenas críticas por parte de la crítica. Fred Thomas, de la revista AllMusic, elogió la capacidad narrativa del rapero de Chicago y la "humanización" de los personajes de Welcome to O'Block diciendo: "El elenco de personajes que conocemos en el transcurso de Welcome to O'Block tiene nombres, edades, opciones que observamos luchan con ellos e historias que son difíciles de ignorar"; también acentúa algunas canciones."  Escribiendo para HipHopDX, Josh Svetz define el álbum como "Versátil", ya que varía desde canciones enérgicas de perforación pasando por otras armonizadas y aún tiene otras "baladas sentimentales"; concluye diciendo que "Welcome To O'Block es el tipo de álbum debut por el que se esfuerzan los raperos: una muestra implacable y atractiva de talento superior que los prepara para una carrera larga y próspera", y agrega que "ahora se convierte en su toque final, un trágico recordatorio de lo que pudo haber sido"."  Dean Van Nguyen de Pitchfork define el proyecto con un "conjunto más matizado" que su trabajo anterior , Levon James, pasando de un álbum completo de gansterismo a un álbum más grande y variado; también destaca el tema "All These Niggas" y las últimas tres piezas del trabajo, definiéndolas como la mejor parte del proyecto; terminando finalmente con la frase: "King Von escribió sobre un mundo que era sombrío. Su fallecimiento solo lo hace aún más"."

## Desempeño comercial
Welcome to O'Block  alcanzò el número 5 en Billboard para los 200 mejores álbumes de EE. 100 álbumes canadienses. También logró, el 20 de septiembre de 2021, encalzò un oro certificado por la RIAA.